# 대한민국 형사소송법 제411조
대한민국 형사소송법 제411조는 비상상고이유에 대한 형사소송법의 조문이다.

## 조문
제411조(비상상고이유) 검찰총장은 판결을 확정한 후 그 사건의 심판이 법령에 위반한 것을 발견한 때에는 대법원에 비상상고를 할 수 있다.

第441條(非常上告理由) 檢察總長은 判決이 確定한 後 그 事件의 審判이 法令에 違反한 것을 發見한 때에는 大法院에 非常上告를 할 수 있다.

## 판례
- 판결선고당시 20세 미만인 소년에 대하여 정기형을 선고한 것은 법령에 위반한 것으로서 비상상고의 대상이 된다[1]

## 참고 문헌
- 손동권 신이철, 새로운 형사소송법(초판, 2013), 세창, 2013. ISBN 9788984114081

## 같이 보기
- 검찰총장
- 비상상고